# تفجيرات سوق الشورجة فبراير 2007

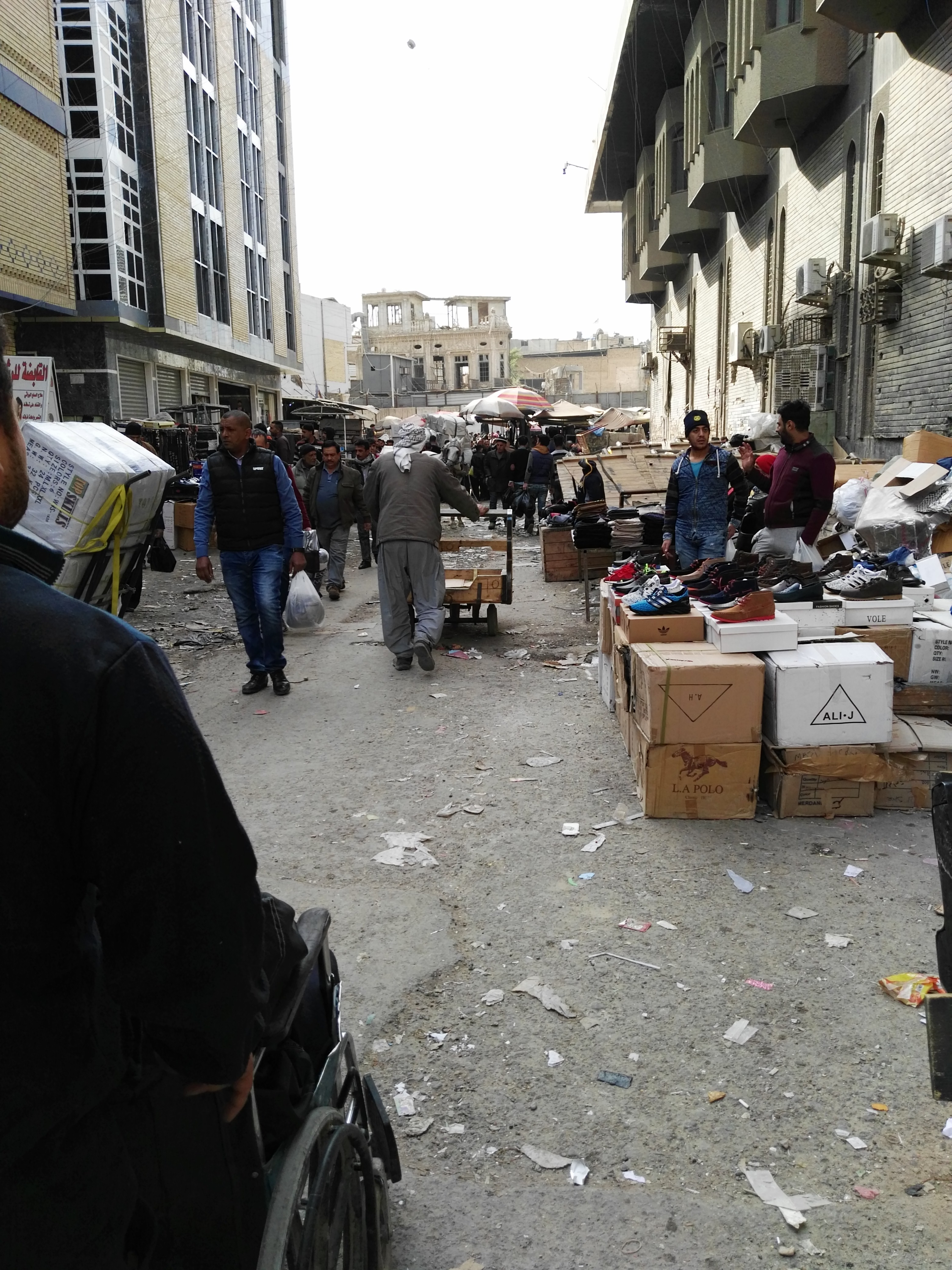
سوق الشورجة التجاري

تفجيرات سوق الشورجة فبراير 2007 هي مجموعة من التفجيرات التي وقعت في بغداد، العراق في الساعة 12:20 من يوم 12 فبراير 2007، حيث انفجرت سيارتان مفخختان في منطقة سوق الشورجة، مما أسفر عن مقتل 76 شخصًا وإصابة ما بين 155 إلى 180 آخرين.
أدت الانفجارات إلى اندلاع حريق في الأكشاك والمحال التجارية، بالإضافة إلى مبنى مجاور مكون من 7 طوابق، مما تسبب في وقوع مزيد من الضحايا. وواجهت فرق الإطفاء المحلية صعوبة في إخماد النيران لساعات طويلة. كما أُبلِغ عن انهيار أحد المباني. نُقل المصابون إلى مستشفى الكندي الذي عانى من صعوبة في التعامل مع تدفق المصابين.

## ذكرى تفجير ضريح الإمامين العسكريين
وقعت الانفجارات في غضون الـ15 دقيقة من الصمت لإحياء الذكرى السنوية لتفجير ضريح العسكريين 2006 في سامراء. كان رئيس الوزراء العراقي السابق نوري المالكي وقتها يشارك في حفل تلفزيوني لإحياء ذكرى ضحايا الهجوم، وكان يتحدث عندما وقعت الانفجارات على بعد ميلين فقط. وقد دعا المالكي إلى الهدوء والوحدة والمصالحة، وأشار إلى أن القوات العراقية تستعيد السيطرة على الوضع الأمني في العراق.